# Рамс Парк
«Спортивный комплекс Али Сами Ен» (тур. Ali Sami Yen Spor Kompleksi Nef stadyumu), официальное спонсорское название «Рамс Парк» (тур. Rams Park) — современный многофункциональный стадион в Стамбуле. Домашний стадион футбольного клуба «Галатасарай». Вместимость арены во время футбольных матчей составляет 52 652 зрителя, что позволяет ей быть одной из самых больших футбольных арен Турции.

## История строительства

### Новый проект стадиона
Строительство стадиона было задумано с целью сменить устаревший «Али Сами Ен» на новую современную арену.
В конце 2007 года при участии правительственных чиновников, спустя 10 лет после объявления первого проекта, был заложен фундамент нового стадиона. Это событие состоялось 13 декабря 2007 года. Предыдущий проект был отложен в сторону, а тендер на новый проект выиграл Мете Арат из архитектурного бюро «asp». Стоимость строительства составила €128 млн.

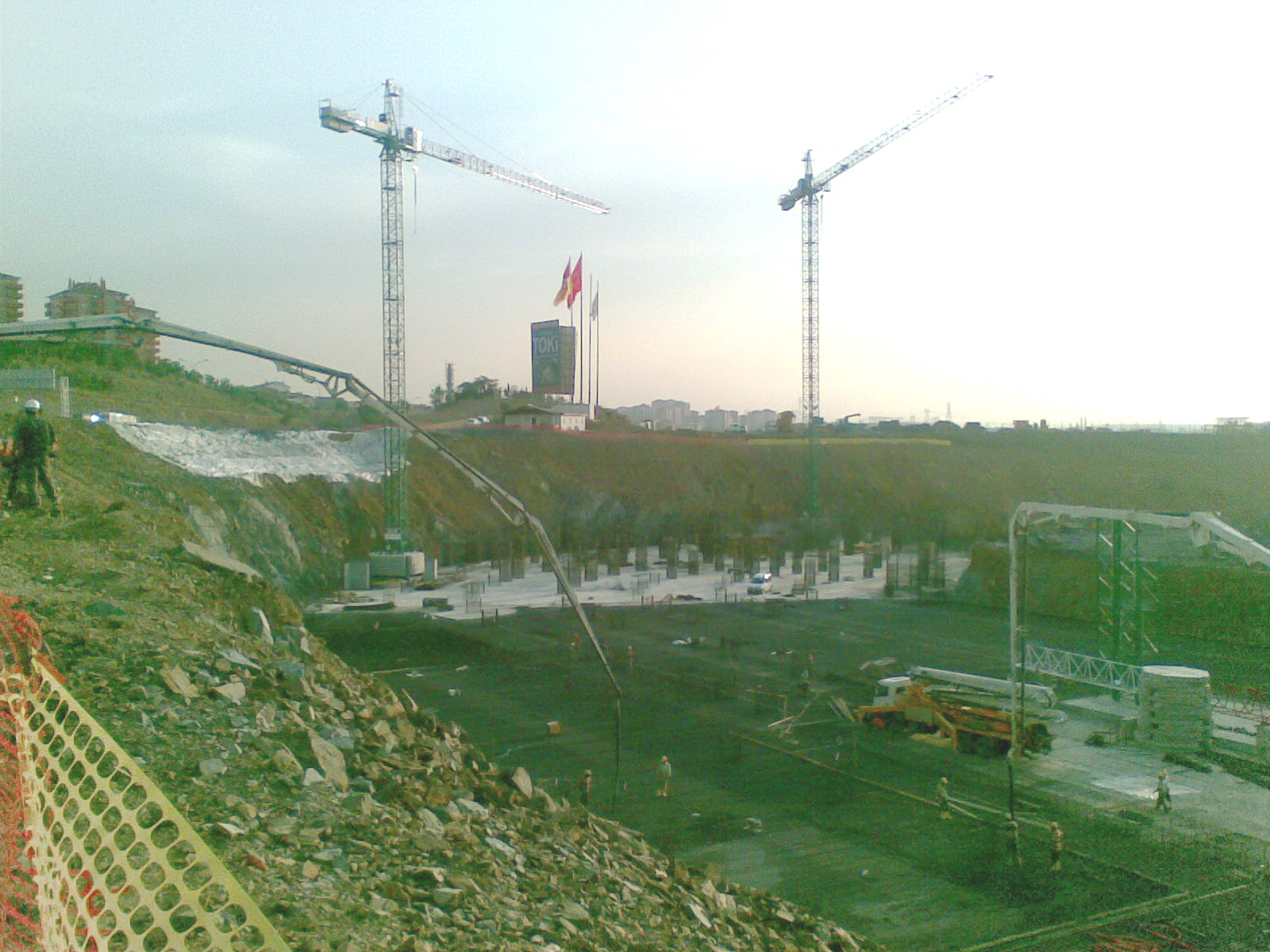
Заливка фундамента. 2009 год.

В 2008 году Турецкая футбольная федерация решила подать заявку на проведение чемпионата Европы по футболу 2016 у себя в стране, позднее и на проведение чемпионата Европы 2020. Это решение повлекло внести поправки в проект стадиона, чтобы он мог соответствовать проведению матчей полуфинальной стадии континентального первенства по стандартам УЕФА.
Строительство стадиона было ускорено в 2009 году после смены подрядчика.
Торжественное открытие стадиона произошло 15 января 2011 года.

### Открытие стадиона
Торжественное открытие «Тюрк Телеком Арены» произошло 15 января 2011 года товарищеским матчем между футбольными клубами «Галатасарай» и «Аякс». Матч завершился со счётом 0:0.

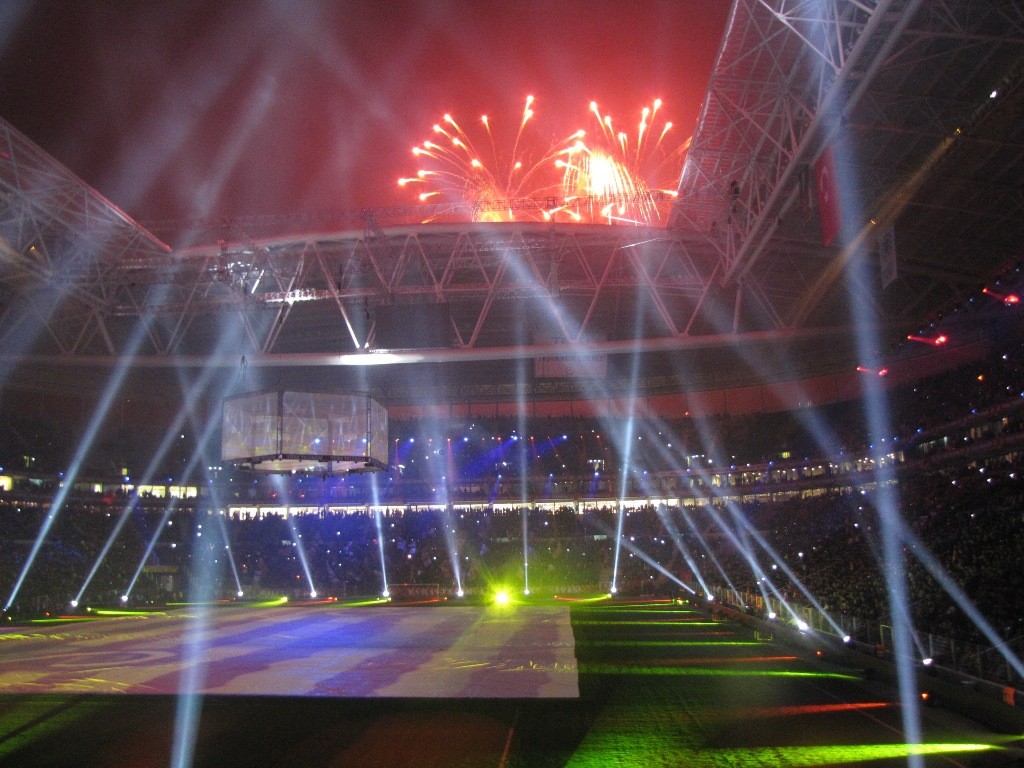
Грандиозное шоу открытия. 15 января 2011

До матча было организовано грандиозное шоу со спецэффектами. Сначала была открыта новая станция метро, по которому первыми к стадиону прибывали несколько тысяч болельщиков в жёлто-красных шарфах. Затем болельщикам была представлена арена снаружи, подготовленная к празднованию и встречи команд. Внутри арены болельщиками были подготовлены флаги и красочные баннеры, которые украсили этот праздник. Также фанатским объединением «ulstrAslan» был вывешен отдельный огромный баннер с символом клуба — львом. Все трибуны были заполнены ещё за 3,5 часа до начала матча. Вступительная речь была озвучена премьер-министром Турции Реджепом Эрдоганом, после которой в центре поля было организовано лазерное шоу и танцы. Огромные барабаны около двух метров в диаметре были использованы для визуального шоу, как важная часть основного шоу в середине поля, для мультимедийных эффектов. По завершении выступления 90 танцоров, в первой части церемонии открытия, был организован красочный фейерверк за пределами стадиона. Затем началась вторая часть открытия — концерт известного турецкого поп-исполнителя Кенана Доулу. По завершении представления на поле вышли футболисты «Галатасарая» в полном составе, включая тренеров и президента клуба, которые поочередно сказали речи. После чего начался сам матч.

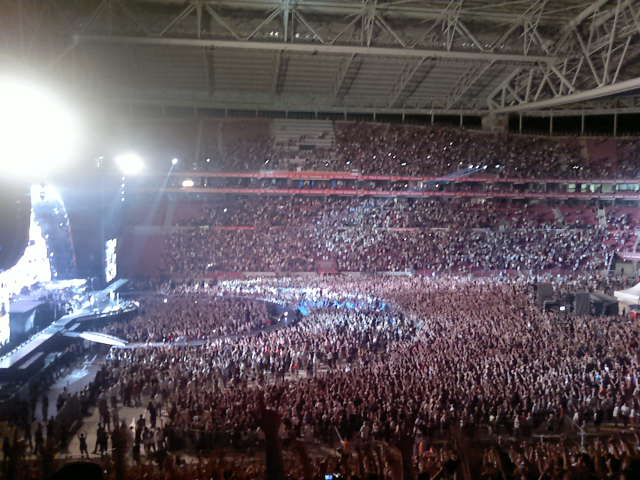
Концерт группы «Bon Jovi». 8 июля 2011

Первый официальный матч «Галатасарая» на новой арене пришелся на игру против «Сивасспор», которая завершилась победой хозяев со счетом 1:0. Первый гол на новой арене был забит защитником сборной Турции Серветом Четином.
Первый концерт на стадионе состоялся 8 июля 2011 года в рамках мирового турне группы «Bon Jovi». Подготовка началась за неделю до запланированного мероприятия. Однако, несмотря на все предпринятые меры по безопасности, были зафиксированы небольшие повреждения поля. После концерта были проведены необходимые работы по устранению проблем.
10 августа 2011 года на арене был проведен товарищеский матч между сборными Турции и Эстонии (счёт 3-0). А уже 2 сентября 2011 года был проведен первый статусный матч отборочного турнира к чемпионату Европы по футболу 2012 между сборными Турции и Казахстана (счёт 2-1), который вошел в историю, как первое официальное национальное событие, проведённое на арене.
12 октября 2021 года, Галатасарай подписал соглашение с компанией "Nef", по которому название стадиона было изменено на "Стадион Неф".

## Общая информация о стадионе

### Спонсорские соглашения
Права на название стадиона были проданы крупнейшей телекоммуникационной компании Türk Telekom сроком на 10 лет за $100,5 млн.
Название северной трибуны было продано за $4 млн в год турецкой авиакомпании Pegasus Airlines сроком на 3+3 года.
Права на восточную трибуну были проданы крупнейшей продовольственной компании Ülker за $2 млн на 3 года. Трибуна была переименована в Семейная трибуна Ülker.
Также были проданы права на названия всех разновидностей комплектов клубных и ВИП абонементов турецкому Denizbank сроком на 3 года.

### Крупнейшие спортивные мероприятия
На стадионе помимо игр чемпионата Турции по футболу «Галатасарай» проводил два товарищеских матча. Первый матч открытия арены против амстердамского «Аякса», который закончился вничью 0:0. Другой против английского «Ливерпуля», который в свою очередь закончился разгромной победой 3:0.
На «Тюрк Телеком Арена» свои матчи проводит и сборная Турции по футболу. После товарищеской игры против сборной Эстонии (3:0), на арене также проводились все три заключительных матча отборочного турнира к чемпионату Европы по футболу 2012. В этих матчах сборная Турции одержала две победы над сборными Казахстана (2:1) и Азербайджана (1:0) и допустила одну осечку, проиграв сборной Германии со счетом 1:3.

### Крупнейшие концерты и развлекательные мероприятия
На стадионе помимо футбольных матчей можно проводить различные музыкальные концерты и развлекательные мероприятия. Вместимость арены для этих случаев может быть увеличена до 70 000 зрителей.
Первый концерт на стадионе состоялся 8 июля 2011 года в рамках мирового турне группы «Bon Jovi».
Второй концерт состоится 7 июня 2012 года в рамках турне другой мировой звезды Мадонны.

## Факты
- 18 марта 2011 года в матче против «Фенербахче» был установлен мировой рекорд шума на спортивных аренах в децибелах. Он составил 131,76 дБ и попал в «книгу рекордов Гиннесса».[16][17]
- Первый мяч на арене забил защитник сборной Турции и футбольного клуба «Галатасарай» Сервет Четин.[7]
- На стадионе используется специальная «Бонусная карта GS», предназначенная для покупок товаров и услуг на территории комплекса с различными скидками.[18]

## Транспорт
«Тюрк Телеком Арена» обслуживается многими автобусными маршрутами, а также специализированной станцией метро «Сейрантепе», которая была специально построена к открытию арены.
От станции метро разработана и построена специальная дорога прямо к стадиону, которую назвали «Aslanlı Yol». Она позволяет разделить потоки болельщиков ещё на самой станции метро, чтобы избежать столпотворения.
Возле арены есть 4-этажный гараж, вместимостью 3 025 закрытых и 200 открытых мест для парковки. Также есть 28 мест для автобусов, доступных со стороны западного входа.